# Império do Haiti (1804-1806)
O Império do Haiti foi uma monarquia eletiva na América Central. O Haiti tinha sido anteriormente a colônia francesa de São Domingos, mas em 1 de janeiro de 1804 foi declarada a sua independência. O governador-geral do Haiti, Jean-Jacques Dessalines, criou o Império no dia 22 de setembro de 1804, quando se proclamou imperador Jacques I. No dia 6 de outubro a cerimônia de coroação foi realizada. A constituição, estabelecida no dia 20 de maio de 1805, definia o modo pelo qual o Império devia ser governado, com a divisão do país em seis divisões militares e onde cada general da divisão corresponderia diretamente com o imperador ou o general-em-chefe, que seria denominado pelo Imperador. A constituição também proibia que pessoas brancas possuíssem propriedades no Império.
O imperador Jacques I foi assassinado em 17 de outubro de 1806, com dois membros da sua administração. Alexandre Pétion e Henri Christophe assumiram o poder, o que levou a divisão do país em dois, com Pétion governando o Estado do Haiti e Christophe governando a República do Haiti. Vários anos depois, em 1849, o presidente Faustin Solouque iria restabelecer o Império, que duraria então até 1859.